# ヴァーレ
ヴァーレ (CVRD, Companhia Vale do Rio Doce S.A.、NYSE: VALE) は、ブラジルの総合資源開発企業である。本社は、リオデジャネイロに所在している。ブラジルを代表する民間企業。かつてはリオドセと呼ばれていた。
主力商品は鉄鉱石であり、鉄鉱石の生産・販売のシェアは35%で世界一である。ヴァーレとリオ・ティントとBHPグループの鉄鉱石3大メジャーで、世界の鉄鉱石輸出の約80%を占める。鉄鉱石を除いて採掘しているものは、ニッケル（世界第2位 ）、ボーキサイト、銅、金、マンガン、炭酸カリウムなどである。
2001年の生産量を以下に述べる。鉄鉱石生産量は1億2200万トン。主要鉱山は、規模の順に北部のパラー州カラジャス、南部のミナスジェライス州のイタビラとサミトリ（ポルトガル語: Samitri）である。この三つで同社の生産量の約90%を占める。ボーキサイトの生産量は1070万トン、マンガン170万トン、金は1.6トンである。保有鉄鉱山における2001年時点の推定埋蔵量は39億9000万トン。
2001年の売上高は米ドル換算で、39億9000万ドル（純利益11億2000万ドル）。
鉄道・海運・発電も手がける。

## 歴史

### 国営企業の時代

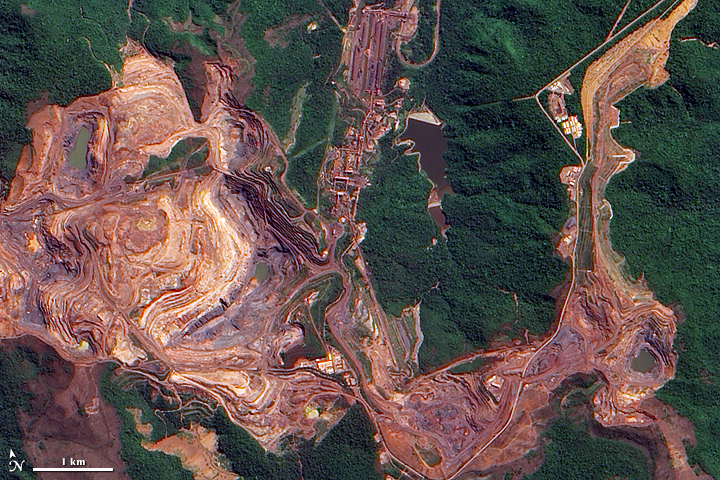
ヴァーレを支えるカラジャス鉱山。ヴァーレは露天掘りで鉄鉱石の採掘に当たっている。

ヴァーレ・ド・リオドセ（以下対外的な商号変更が発表されるまで、リオドセと記す）が設立されたのは、1942年6月1日のことである。設立された場所は、ミナスジェライス州のイタビラであった。翌年には、ヴィトーリア・ミナス鉄道が開通している。7年後には、リオドセは、ブラジルの鉄鉱石の輸出の80%を責任として嫁せられるようになった。
1966年には、エスピリトサント州にヴィトーリア近郊にトゥバラン港を開港し、リオドセの重要な輸出港に発展した。
カラジャス鉱山の採掘が始まったのは1970年のことであり、1974年には、リオドセは世界最大の鉄鉱石輸出業者の地位に立つこととなった。その地位は現在も揺らいでいない。
リオドセが鉄鉱石以外の産品の算出の多様化を図ったのは、1982年のリオデジャネイロ州におけるアルミナの生産からである。リオドセの70年近い企業活動によって、活動範囲はブラジルの北東部、中西部、北部へと広がると同時に、算出される産品は多様化し、輸送網が整備された。
リオドセがカラジャス鉱山の生産を本格化させたのは、1985年に、カラジャス鉄道（EFC、Estrada de Ferro Carajás）が開通した以降であり、1986年には、カラジャス鉱山から産出される鉄鉱石を輸出する港として、マラニョン州にマデイラ港を開港させた。

### 民営化
1997年5月6日、リオドセは国営企業から一私企業に転換した。その決定に対して、一部の政治家からは反対の意見が上がった。
その後のリオドセは、BOVESPAに上場し、さらにはニューヨーク証券取引所にも外国預託証券という形式で上場を達成した。

### 年表
- 1942年6月、リオドセ設立。戦争中のアメリカ、イギリスに鉄鉱石を供給する国営企業だった。
- 1997年5月、ブラジル国内のナショナル製鉄 (CSN, Companhia Siderúgica Nacional) などの企業連合体が普通株の41.7%を取得し民営化
- 2002年3月、普通株の国家保有分をすべて売却
- 2006年10月、カナダの鉱業大手、インコ社を180億ドルで買収
- 2007年11月、対外的な呼称を「ヴァーレ」に改めると発表した。

## 輸送システム

### 鉄道
2000年から2006年にかけて、ヴァーレは傘下の鉄道に対して13億ドルを投資し、361両以上の機関車と約1万4,090両の貨車を購入した。機関車は原則として鉄鉱石輸送に使用されるが、一部の通常貨物の輸送にも使用される。
一部の機関車は中古のものを更新したものであるが、55両以上は新車で、エレクトロ・モーティブ・ディーゼル（EMD）のSD70M形であった。1両あたり200万ドルである。
これらの投資の後、ヴァーレは合計800両以上もの機関車と3万5,000両以上の貨車 を保有することになった。しかし、今後は鉄道車両への投資を減少させる方針である。

### ヴァーレ傘下の鉄道会社
ヴァーレは3つの鉄道会社を傘下に持つ。
- ヴィトーリア・ミナス鉄道（ポルトガル語版） (Vitória a Minas railroad 、EFVM) - 905km。ミナスジェライス州のイタビラ鉱山（Serra do Espinhaço）からエスピリトサント州のポルト・デ・ツバラオ（Porto de Tubarão）まで鉄鉱石を輸送する。2017年までの運営権を持っている（インフラや機関車などについてはさまざまな契約方法がある）。旅客輸送も行っており、2006年には11億人を輸送。

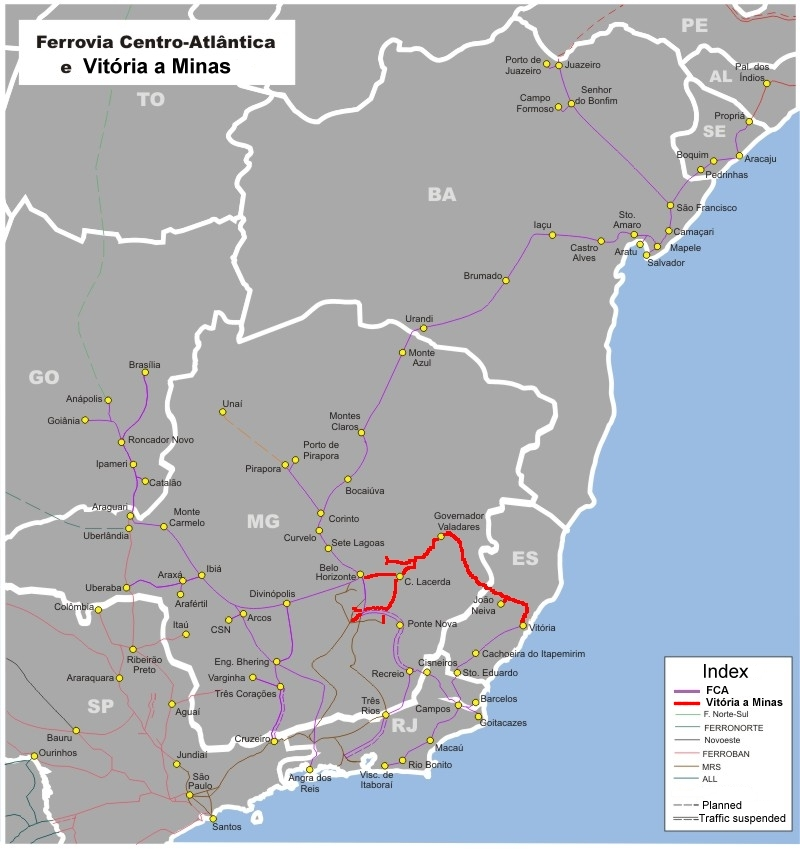
Ferrovia Centro-Atlântica and Vitória a Minas railroads

- セントロ・アトランティカ鉄道（ポルトガル語版） (Ferrovia Centro Atlântica 、FCA) - ヴァーレは子会社のFCAを通じて運行している。路線は約7000kmで、六つの州にまたがる。もともとはRFFSAに属する路線で、ヴァーレは2006年までの運営権を持つ。
- カラジャス鉄道（ポルトガル語版） (Carajás railroad 、EFC) - 892km。運営権は2027年まで。パラ-州カラジャス鉱山からマラニョン州ポンタ・ダ・マディラ港湾ターミナル（Terminal Marítimo de Ponta da Madeira）までを結んでいる。ヴァーレは全長340メートル、340両の貨物列車の運行を計画している。
- オエステ・デ・ミナス鉄道（観光用の保存鉄道）

### 船舶
鉄鉱石を輸出するために40万重量トン型鉱石運搬船を運用している。ばら積み貨物船の規格であるヴァーレマックスは、ヴァーレの社名が由来となっている。

## 鉱滓ダムの決壊と差し押さえ
ヴァーレ社はミナスジェライス州で採掘を行い鉱滓ダムを設置してきたが、2015年11月5日（ただしBHPグループとの合弁企業の所有）、2019年1月25日にそれぞれダムが決壊。下流域で多数の死者を出すとともに流出した鉱滓により河川環境を著しく悪化させた。ブラジル政府は、2回目のダム決壊の直後、災害対策に充てるためにヴァーレ社の資産60億レアルを差し押さえるとともに、2億5千万レアルの罰金を科している。また、情報開示を進めるため、同年2月には、年間3千万トンの鉄鉱石を採掘するブルクツ鉱山の稼働を停止させる措置もとられている